# Lasioglossum victoriae
Lasioglossum victoriae är en biart som först beskrevs av Cockerell 1926.  Lasioglossum victoriae ingår i släktet smalbin, och familjen vägbin. Inga underarter finns listade i Catalogue of Life.

## Bildgalleri

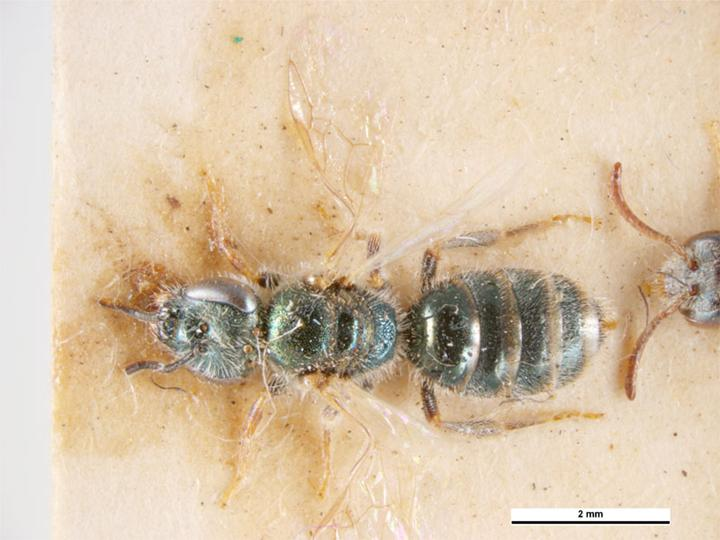